# Русь Державная
«Ру́сь Держа́вная» — российская ежемесячная газета православно-патриотического направления (выходит с подзаголовком «Православная народная газета»). Основана в 1993 году журналистом Андреем Печерским, который с тех пор является её бессменным главным редактором. В качестве эпиграфа на первой полосе издания стоят слова приписываемые Серафиму Саровскому: «…Господь помилует Россию и приведёт её путём страданий к великой славе» и, по словам Андрея Печерского, «во многом определяют духовный стержень нашего издания».

## История
В 1993 году журналист газеты «Правда» Андрей Печерский пришёл к мысли о необходимости начать выпуск православной газеты: «Православной газете нужно было давать какое-то имя, а какое я не знал, спрашивал своего духовного отца архимандрита Кирилла, но как-то не находилось ответа. И вот как-то я укладывал спать своего сына и размышлял, какое название дать газете, и вдруг услышал, как на кухне моя дочь, разучивая стихотворение Никитина, произносит такие слова: „Это ты, моя Русь державная, моя Родина православная…“ В намерении дать газете такое название меня ещё укрепила работа нашего покойного митрополита Иоанна (Снычёва) „Державное строительство“». Этой идеей он поделился с Патриархом Московским и всея Руси Алексием II, который дал своё благословение и сказал: «Я хочу, чтобы в этой газете вы говорили и о том, о чём я не всегда могу говорить от своего лица…».
Андреем Печерским совместно с общиной тогда ещё не возрождённого Храма Христа Спасителя был подготовлен спецвыпуск газеты «Правда» под названием «Храм Христа Спасителя». Патриарха Московского и всея Руси Алексий II специально для спецвыпуска написал статью «Дом молитвенный памяти». Автор неопубликованного ещё в тот момент романа «Тайны Храма Христа» Аполлос Иванов перепечатать главу из романа, повествующую о взрыве храма. Несмотря на недовольство руководства «Правды» спецвыпуск был издан 7 сентября 1993 года того же года и разошёлся 100 тысячным тиражом.
В начале 2000-х годов газета поддержала кампанию, направленную против ИНН, но в отличие от многих противников ИНН газета была вполне удовлетворена заменой заявления о присвоении ИНН на анкету. По этому поводу в № 11 2000 года была опубликована редакционная статья «ИНН не прошёл!».
С 22 по 25 января 2003 года газета принимала участие в работе первой Всероссийской выставки «Православная Русь», которая проходила в Московском Гостином дворе.
В мае-июне 2005 года газета «Русь Державная» при организационной поддержке полпреда президента РФ в Центральном федеральном округе Георгия Полтавченко и при содействии Фонда Андрея Первозванного «в ознаменование 60-летия Победы братских народов России, Белоруссии, Украины в Великой Отечественной войне» организовала крестный ход Москва-Минск-Киев.
13 марта 2007 года в связи с годовщиной отречения Николая II от престола газета организовала принесение из Москвы иконы Божией Матери «Державной» на станцию Дно и во Псков для совершения молебнов.
28 сентября 2007 года в конференц-зале гостиничного комплекса «Даниловский» прошёл торжественный вечер, посвящённый 90-летию явления иконы Державной Божией Матери, 14-летия газеты и 60-летие её главного редактора Андрея Печерского.
14 октября 2008 года в Москве в конференц-зале гостиничного комплекса «Даниловский» состоялся торжественный вечер, посвящённый 15-летнему юбилею православной народной газеты «Русь Державная».
15 октября 2010 года решением коллегии Синодального информационного отдела газете «Русь Державная» в числе первых восьми православных периодических изданий был присвоен гриф «Одобрено Синодальным информационным отделом Русской Православной Церкви».
В 2015 году газета награждена Специальным дипломом Союза писателей России за вклад в развитие национального самосознания.

## Круглые столы в редакции газеты
- весна 2004 — проблема глобализации и её влияние на Россию[22].
- октябрь 2007 — «И свет во тьме светит, и тьма не объяла его» — духовные проблемы современного общества[23].
- 20 декабря 2010 — беспорядки на Манежной площади[24].
- 27 марта 2012 — «Церковь и общество: актуальные проблемы»[25].
- январь 2013 — вопросы, заданные темой Рождественских чтений: «Традиционные ценности и современный мир»[26].
- 23 мая 2013 — «Кто и зачем искажает историю России XX века?»[27]
- 26 сентября 2013 — «важнейшие церковные и государственные события»[28].
- 17 декабря 2013 — вопрос о закреплении в Конституции России особой роли православия для России[29].
- 4 апреля 2014 — «Новые реалии государственной политики России»[30].
- 25 сентября 2014 — «На пути к великой России»[31][32]

## Признание и награды
В 2000 году политолог и философ Константин Костюк так оценивал «Русь Державную» и другие подобные православные издания:

фундаменталистские круги, в духе ленинских традиций, формировались вокруг газет, которые определили специфику каждого из направлений: от газет «Русь православная» (ред. К. Душенов) и «Русь державная», обозначающих крайне радикальную и критическую позицию, до газеты «Радонеж» (ред. Никифоров) и журнала/телепередачи «Русский Дом» (А. Крутов), ориентирующихся в том числе на конструктивную общественную деятельность (организация школ, детских садов и т. д.). Идеологический успех этих изданий столь высок, что в православном мире для многих они служат ориентиром «православности».

В сентябре 2007 года протоиерей Димитрий Смирнов дал такую оценку газете:

И то, что существует газета «Русь Державная» и другие подобные ей, которые на современном языке излагают христианские истины и интерпретируют эти истины в преломлении к нашей современной действительности — они делают тем самым огромное дело и показывают, что Церковь жива, именно как народ Божий. И независимо от того, как удается это распространять, несмотря даже на само качество материала или оформления, сам факт уже говорит о том, что Церковь жива и действует. Поэтому всем, кто участвует в подобного рода деятельности, не только низкий поклон, но и радость по поводу того, что их деятельность имеет такое важное значение.
16 октября 2008 года Патриарх Алексий II в поздравлении по случаю 15-летия газеты писал: «Можно сказать, что газета стала действительно народным, широко читаемым православным периодическим изданием в нашем Отечестве, в ближнем и дальнем зарубежье. На её страницах печатаются материалы, побуждающие читателя задуматься о духовно-нравственных ценностях, показывающие примеры жизни наших сограждан в их противостоянии злу, бездуховности, в их стремлении сохранить и укрепить традиционные семейные ценности, православную веру в нашем Отечестве».
В феврале 2009 года писатель Николай Коняев сказал, что «газета „Русь Державная“, одна из немногих газет, которая не сидит в „своём углу“, а пытается привить нам осознание того, что соборное деяние — это главное, что нам нужно. Это именно то деяние, которого так не хватает в нашей жизни».
В мае 2012 году историк Леонид Решетников так оценил издание: «Есть патриоты своей идеи и своих амбиций, а есть патриоты России, к которым, например, относится и „Русь Державная“. Вашей газете важна именно Россия».
7 сентября 2013 года Патриарх Кирилл поздравил редакцию и читателей православной народной газеты «Русь Державная» с 20-летием издания: «Издание убедительно свидетельствует о возрождении Русской Православной Церкви, регулярно излагает позицию Священноначалия по самому широкому спектру актуальных вопросов, вносит свой посильный вклад в утверждение духовно-нравственных ценностей христианства, способствует воспитанию в наших соотечественниках чувства национального самосознания и ответственности за судьбы Церкви и страны».
15 мая 2014 года в Синодальном информационном отделе главный редактор издания А. Н. Печерский и многолетний спонсор издания генеральный директор ЗАО «НЭПТ» Н. Д. Костючков награждены Орденами святителя Иннокентия, митрополита Московского и Коломенского III степени. Все сотрудники газетой получили грамот за сохранения духовно-нравственных ценностей
В феврале 2015 года начальник Войсковой Православной Миссии Игорь Смыков охарактеризовал газету как одного из «старейших и авторитетнейших изданий, много лет освещающего деятельность Русской Православной Церкви. В годы засилья либеральной русофобской прессы материалы „Руси Державной“ были живительным глотком свежего воздуха для каждого русского православного патриота».
21 сентября 2023 года Патриарх Московский и всея Руси Кирилл направил приветствие редакционному коллективу и читателям газеты «Русь Державная» по случаю 30-летия издания, где отметил: «Ваше издание является одним из старейших православных печатных СМИ в России, которое начало свою деятельность в период духовного возрождения в нашей стране. С тех пор и доныне „Русь Державная“ старается хранить и развивать журналистские традиции, доносить до читателей информацию о важных мировых событиях, о православном вероучении, церковной жизни и позиции Священноначалия по самым разным вопросам». С 30-летием газет также поздравили митрополит Сергий (Фомин), митрополит Кирилл (Наконечный), митрополит Вениамин (Пушкарь), митрополит Ювеналий (Поярков), митрополит Арсений (Епифанов), председатель братства «Радонеж» Е. Н. Никифоров, губернатор Санкт-Петербурга А. Д. Беглов, глава Калязинского района Тверской области К. Г. Ильин.